# 孤高の光 Lonely dark
「孤高の光 Lonely dark」（ここうのひかり ロンリー ダーク）は、伊藤美来の楽曲。7枚目のシングルとして2020年6月17日に日本コロムビアから発売された。表題曲はテレビアニメ『プランダラ』の第2クールオープニングテーマとしても起用されている。

## リリース
2020年3月17日に、伊藤の7thシングルとして発売されることが発表された。テレビアニメ「プランダラ」第1クールのオープニングテーマに起用された6thシングル「Plunderer」に続いて、第2クールのオープニングテーマとしても起用されることも発表された。
リリース発表時は2020年5月27日に発売される予定だったが、2019新型コロナウイルス感染症拡大の影響により、同年6月17日へとリリースが変更となった。

## 制作・レコーディング
2020年2月12日に発売された伊藤の6thシングル「Plunderer」の制作よりも前に制作された。レコーディングも2019年に行われた。
レコーディングでは、クリック音 によるリズムのガイドを使わず、ドラムの音に合わせて収録を行った。一定のリズムではないドラムを頼りに歌い、ドラムがない部分では自分でカウントしながら歌うことでライブのような躍動感を出すことを狙った。

## 歌詞・曲名
テーマは「孤高」「孤独」。
プランダラの世界観を意識した歌詞で、感情の揺れ動きを抽象的に描いている。2番では「過去編」の学校生活へとつながるような仲間についての歌詞となっている。様々な登場人物の視点からのフレーズが含まれているほか、ポジティブさとネガティブさの両面を同時に表現している。
曲名には「光」と「dark」という相反する単語が使われている。闇の中で孤独でいる人の前に一筋の希望の光が差す光景をイメージし、希望の光をこの先どうするのかの選択を迫られるような世界観を表現している。

## ミュージックビデオ
ミュージック・ビデオは2020年2月に山梨県にある河口湖の湖畔と洋館で行われた。湖畔での撮影は夜明け後すぐの5時ごろから行われた。
テーマは「光に憧れた女の子」。作品と楽曲の物語を意識したストーリーがメインとなっている。「Plunderer」のミュージックビデオと対照的な作風ではあるが、つながっている部分もある。

## カップリング曲
カップリング曲「Sweet Bitter Sweet Days」は表題曲とは異なり、かわいらしいリズミカルな楽しい楽曲で、伊藤と同年代の女性を勇気づけられる楽曲となっている。伊藤は、「23歳になった今だからこそ歌える女の子の曲」と感じたと話している。

## シングル収録内容
| #         | タイトル                                    | 作詞      | 作曲      | 編曲      | 時間  |
| --------- | ------------------------------------------- | --------- | --------- | --------- | ----- |
| 1.        | 「孤高の光 Lonely dark」                    | 許瑛子    | 間瀬公司  | 中畑丈治  | 3:37  |
| 2.        | 「Sweet Bitter Sweet Days」                 | 大森祥子  | 川田瑠夏  | 川田瑠夏  | 4:53  |
| 3.        | 「孤高の光 Lonely dark」(off vocal ver.)    |           |           |           | 3:36  |
| 4.        | 「Sweet Bitter Sweet Days」(off vocal ver.) |           |           |           | 4:52  |
| 合計時間: | 合計時間:                                   | 合計時間: | 合計時間: | 合計時間: | 16:58 |

| #  | タイトル                                 | 作詞 | 作曲・編曲 |
| -- | ---------------------------------------- | ---- | ---------- |
| 1. | 「孤高の光 Lonely dark」(MV)             |      |            |
| 2. | 「孤高の光 Lonely dark」(メイキング映像) |      |            |